# لکس یولیا در مورد کنترل زنا
لکس یولیا در مورد کنترل زنا (به لاتین: Lex Iulia de Adulteriis Coercendis)، قانونی است که توسط آگوستوس در دوره فرض ۱۸ تا ۱۶ پیش از میلاد برای کنترل زنا صادر شد. احتمالاً این قانون پیگیری قوانین قبلی در مورد زنا به ویژه قوانین لوکیوس کورنلیوس سولا (کنسول ۸۸ پیش از میلاد) بود.
این قانون مقرر کرد که در مورد زنای زنا یا تجاوز جنسی، محاکمه ای علیه همسر خیانتکار و شریک جرم تشکیل شود. قانون، زن زناکار را به مصادره نصف مهریه، مصادره ثلث دارایی و تبعید به جزیره و مرد زناکار را به مصادره نصف دارایی با تبعید به یک جزیره، به شرطی که آنها به جزایر مختلف فرستاده شوند، محکوم می‌کرد.

## بررسی اجمالی
قانون آگوستوس در مورد زنا، تقریباً هم‌زمان با لکس یولیا در مورد احکام ازدواج، در سال ۱۸ تصویب شد و زنا و سایر جرایم جنسی بین شهروندان را جرم عمومی دانست که در دادگاه کیفری جدید باید محاکمه می‌شد. این قانون مربوط به روابط جنسی بین مردان رومی و بردگان، روسپی‌ها یا خارجیان نبود، بلکه مربوط به زنا و بدرفتاری جنسی (stuprum) بین شهروندان رومی بود. برای اولین بار زنای شوهران، نه تنها سوء رفتار توسط زن هدف قرار گرفت و زن مقصر نیمی از مهریه و یک سوم اموال خود را از دست داد و به جزیره ای تبعید و از ازدواج مجدد منع شد بلکه زناکار مرد می‌توانست نیمی از دارایی خود را از دست بدهد و به جزیره ای (مختلف با زن) تبعید شود. زنی که در رابطه شوهرش با زن متأهل شریک بوده یا هرکسی که این رابطه را تسهیل کرده باشد، قابل تعقیب بود. زیر سن بودن هیچ بهانه ای برای زنا نبود.
هر شهروند بالای ۲۵ سال می‌توانست زناکار را تا شش ماه پس از واقعه تحت تعقیب قرار دهد. اگر زناکار در هنگام عمل زنا دستگیر می‌شد (در خانه پدر یا دامادش و اگر زن تحت قیومت پدر بود)، پدر زن می‌توانست زن زناکار را بکشد. اگرچه پدر می‌توانست همراه او را همزمان بکشد اما شوهر اجازه نداشت معشوق زن را بکشد، زیرا ممکن بود تندخو باشد و اوضاع را نادرست ارزیابی کند. اگر پدر نمی‌خواست یا نمی‌توانست معشوق را بکشد، می‌توانست به مدت ۲۰ ساعت مجرم را در محل جرم حبس کند. لگس یولیای همچنین همجنسگرایی را مجازات می‌کرد، احتمالاً برای محافظت از پسران شهروند نوجوان از فریب خوردن به وسیله مردان بزرگسال. مجازات اغوای دختران باکره و بیوه‌ها، مصادره نیمی از دارایی اغواگر، یا تنبیه بدنی و تبعید بود. چنین قانونی بی‌سابقه بود زیرا قانون مجازات‌هایی را برای کسانی که «تشویق» یا تسهیل زنا یا گول‌زدن جهت روابط نامشروع می‌کردند، تعیین می‌کرد. تاسیتوس حتی اشاره کرد که طبقه رو به رشدی از خبرچینان حرفه‌ای، وجود داشتند که روابط خانوادگی در خانواده‌های خصوصی را بررسی می‌کردند و مردان برجسته را به دلیل زیر پا گذاشتن این قوانین هدف قرار می‌دادند.